# スプリングフィールドM1892
スプリングフィールド M1892（Springfield Model 1892）は、アメリカ合衆国で国産化されたクラッグ・ヨルゲンセン・ライフルである。単発式のスプリングフィールドM1873（トラップドア・スプリングフィールド）を更新するべく、1892年に採用された。アメリカ軍が採用したものとしては、初めて無煙火薬弾を使用するライフルだった。改良型としてM1896とM1898があるほか、騎兵向けに設計されたカービン・モデルが何種類か存在する。1903年、スプリングフィールドM1903によって更新された。

## 背景

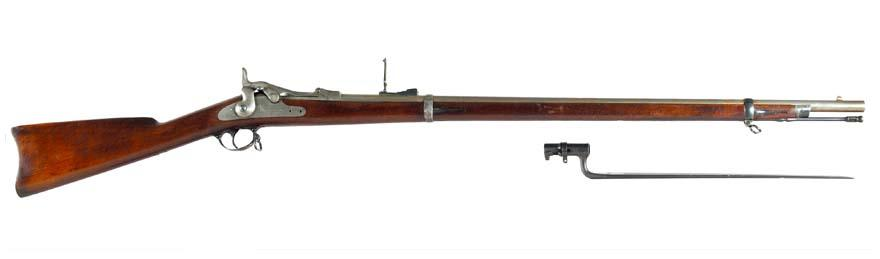
トラップドア・スプリングフィールド

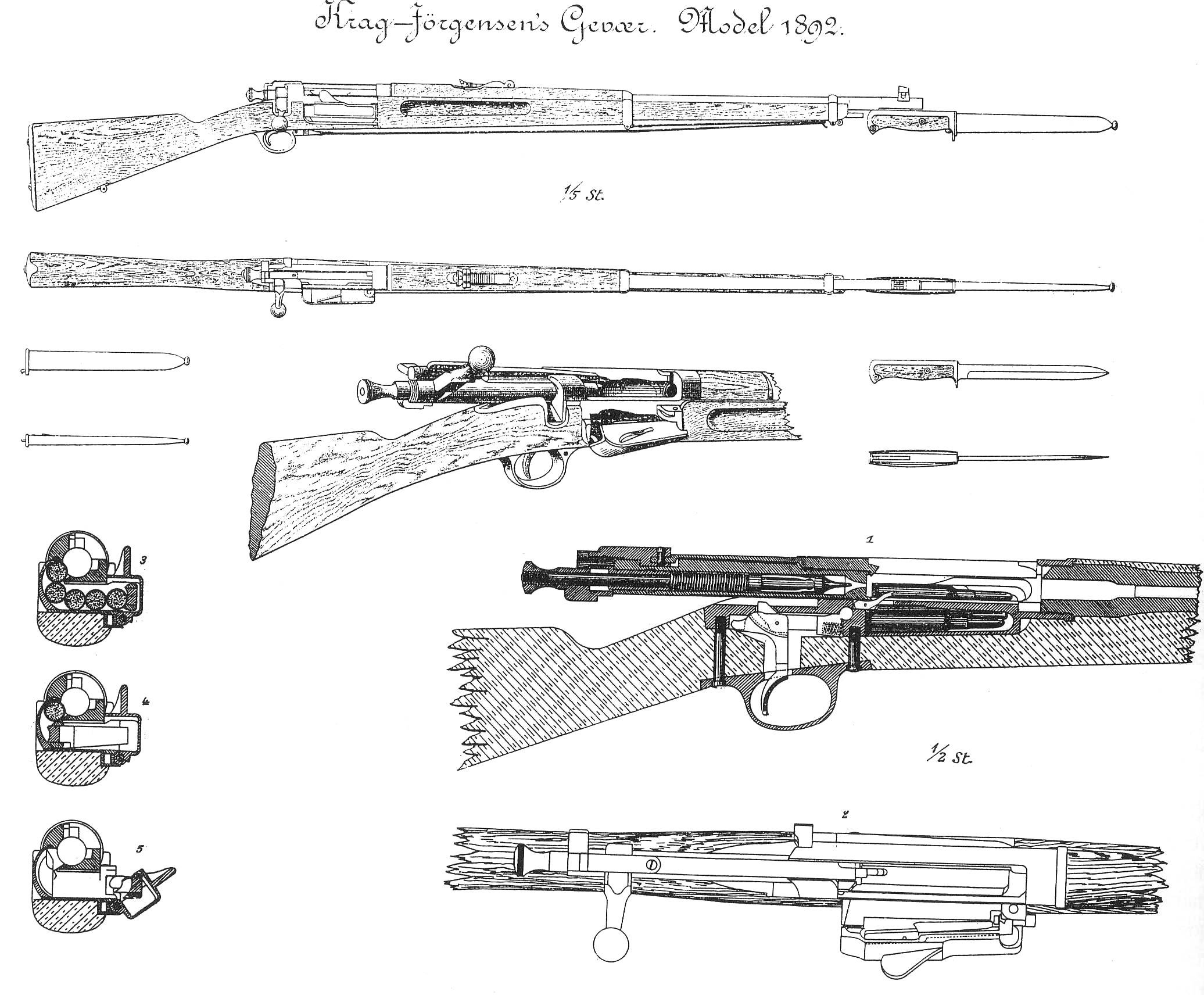
ノルウェー製クラッグ・ヨルゲンセンM1892の構造図

1890年の時点で、アメリカ合衆国における軍用小銃の開発は他国に遅れを取っていた。当時、アメリカ陸軍が主力歩兵銃として配備していたのは黒色火薬弾を用いる単発式のスプリングフィールドM1873（トラップドア・スプリングフィールド）だったが、他国では既に無煙火薬を用いる小口径弾や、それを用いる連発式小銃の開発が広く行われ、主力歩兵銃としては先進的なボルトアクション方式小銃の配備が進められていた。1890年11月24日、状況を憂慮したアメリカ陸軍は弾倉付銃委員会（Magazine Gun Board）を設置し、新たに採用する連発式歩兵銃/騎兵銃に適した弾倉方式の模索を始めた。1892年8月20日、委員会から報告書が提出された。これによると、次期小銃はフランクフォード兵器廠が開発した30口径無煙火薬弾を用いることとし、外国で主力歩兵銃として採用済みだった10種を含む53種の小銃が候補として推薦された。そして、その後の審査を経て最優秀候補として選ばれたのが、ノルウェー製のクラッグ・ヨルゲンセン・ライフル（クラッグ小銃）であった。クラッグ小銃は右側面に装填口のある特徴的な5連発固定式弾倉を備えたボルトアクション式小銃で、マガジンカットオフ機能を用いると、必要に応じて単発式小銃のようにも使用できた。クラッグ小銃は直ちに採用される運びとなったものの、自国製小銃を退けて外国製小銃を採用することへの反発があり、議会はクラッグ小銃に関する計画を一時中止させた上、アメリカ製弾倉付小銃試験委員会（Board for Testing Magazine Rifles of American Invention）の設置を命じた。新たな委員会は1893年3月1日に設置され、14種類の小銃が候補として試験を受けたものの、最終的な結論は「アメリカ製小銃はいずれも推薦に値しない」（No American invention has been recommended）というものだった。

## 国産化

### M1892
クラッグ小銃の国産化はスプリングフィールド造兵廠で進められた。制式名称は合衆国30口径弾倉付小銃M1892（United States Magazine Rifle, Caliber .30, Model of 1892）とされ、スイス製シュミット・ルビンM1889小銃用のものとよく似たナイフ形銃剣を取り付けることができた。1894年1月1日に最初のライフルが完成し、10月までに限定的配備に十分な数の調達が行われた。騎兵銃モデルの設計も計画されていたが、採用の遅れの影響もあり、ごく少数が試作されたのみで採用には至っていない。トラップドア・スプリングフィールドに比べれば非常に先進的で使い勝手のよいライフルとして兵士には歓迎されたものの、配備が進むとウィンデージ調整機能が用意されていない点などの欠点も指摘されることになる。

### M1896

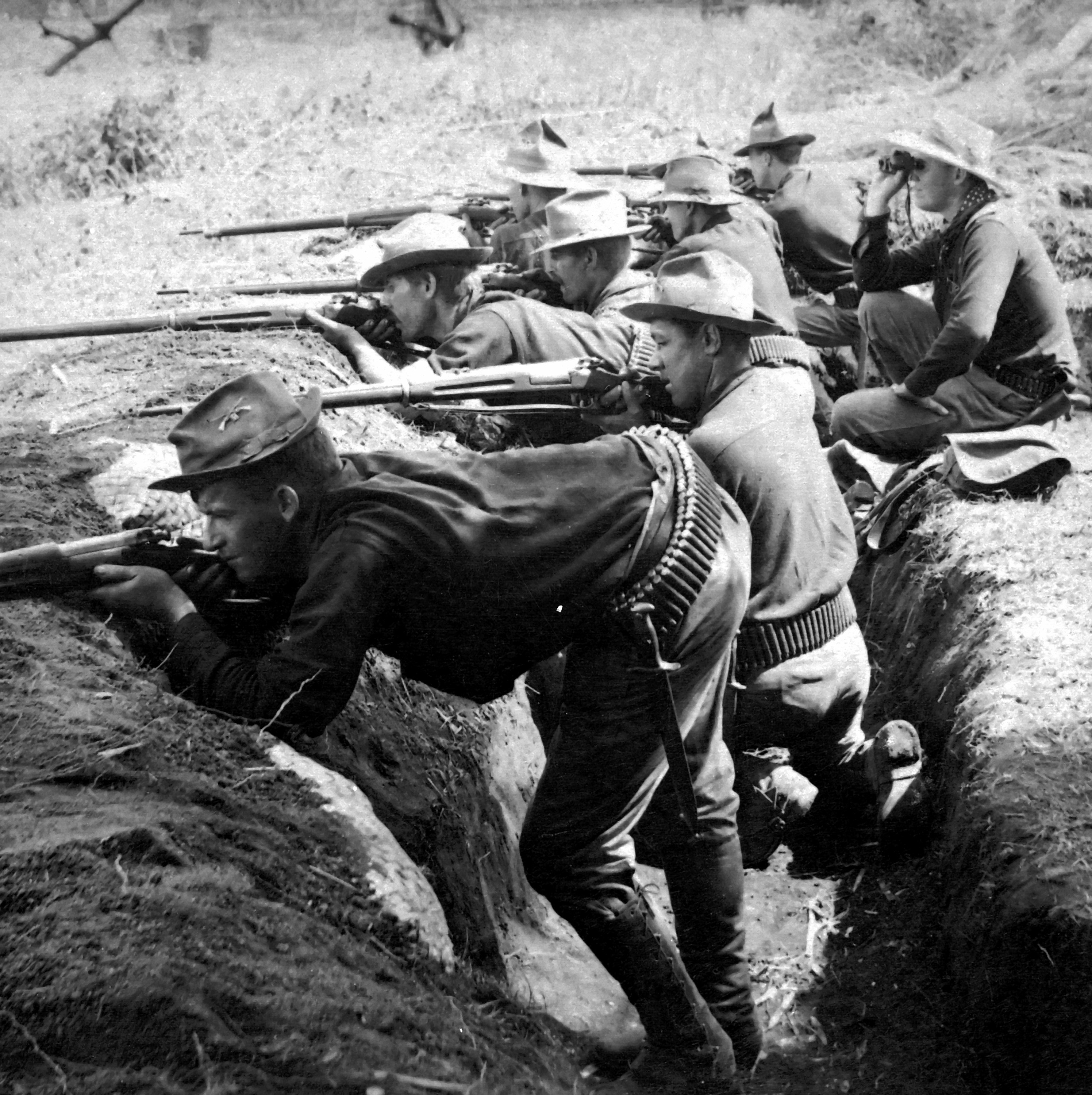
米比戦争最中のアメリカ兵ら（1899年）

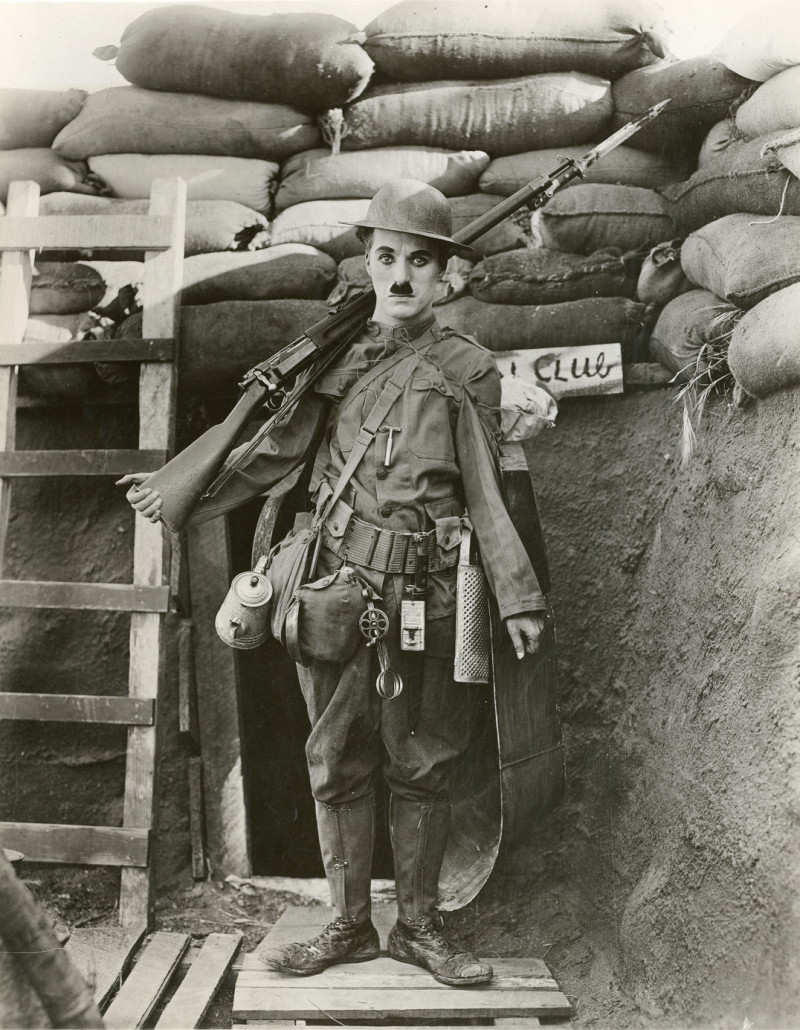
M1896を持ったチャールズ・チャップリン。映画『担へ銃』での写真（1918年）

1896年、M1892の運用を踏まえて改良を加えたモデルが合衆国30口径弾倉付小銃M1896（United States Magazine Rifle, Caliber .30, Model of 1896）として採用された。大きな変更はなかったが、クリーニングロッドを銃身下に収める一体式から銃床内に収める3分割式に改めたり、銃床自体の強化、リアサイトの改良（ただし、ウィンデージすなわち左右の調整機能は含まれていない）など、多数の改善が加えられている。22インチ銃身を備える騎兵銃モデルも設計され、1896年5月までに大部分の騎兵部隊でトラップドア・スプリングフィールド・カービンを更新した。機関部は歩兵銃と騎兵銃で共通だったが、騎兵銃用のリアサイトは銃身長を考慮して目盛りが改められており、区別のためにCという文字が刻印されていた。
1897年度から、M1892は順次スプリングフィールド造兵廠へと送り返され、1902年度までに大部分がM1896へと改修された。

### M1898
M1896にさらなる改良を加えたモデルが、合衆国30口径弾倉付小銃M1898（United States Magazine Rifle, Caliber .30, Model of 1898）である。M1898ではマガジンカットオフレバーが使い勝手を良くするために従来とは逆さにされているほか、ボルトハンドルシート部を改良することで機関部が簡素化されている。これらの変更に関連して銃床の形状も改められたほか、他の部位にも細かい改良が行われている。従来のモデルと一部の部品互換性は維持されていた。リアサイトは当初M1896と同一だったが、後にウィンデージ調整機能などを加えたM1898リアサイトが採用されている。リアサイトはM1901、M1902といった改良型が後に採用されている。
M1898騎兵銃も歩兵銃と共に採用されている。基本的にはM1896騎兵銃の機関部をM1898のものに入れ替えたのみの設計で、銃床の一部がこれに合わせて削られていたが、リアサイトなどはM1896のものがそのまま使われた。騎兵銃の製造は1898年8月15日から始まった。
M1898騎兵銃にさらなる改良を加えたM1899騎兵銃もある。これはM1898リアサイトを取り付けるために銃床およびハンドガードを長くして、リングアンドバー（ring and bar）型の負革取り付け部を廃止したもので、1899年8月に合衆国30口径弾倉付騎兵銃M1899（U.S. Magazine Carbine, Caliber .30, Model of 1899）として採用された。リアサイトは後にM1901およびM1902へと更新された。M1896騎兵銃は大部分がM1899騎兵銃へと改修されている。
主に製造された歩兵銃と騎兵銃のほか、22口径の訓練用小銃なども少数調達された。M1899騎兵銃にM1898歩兵銃の切り詰めた銃床を取り付けたモデルも少数調達され、フィリピン警察軍や一部の国内の軍学校にて使用された。

## 運用

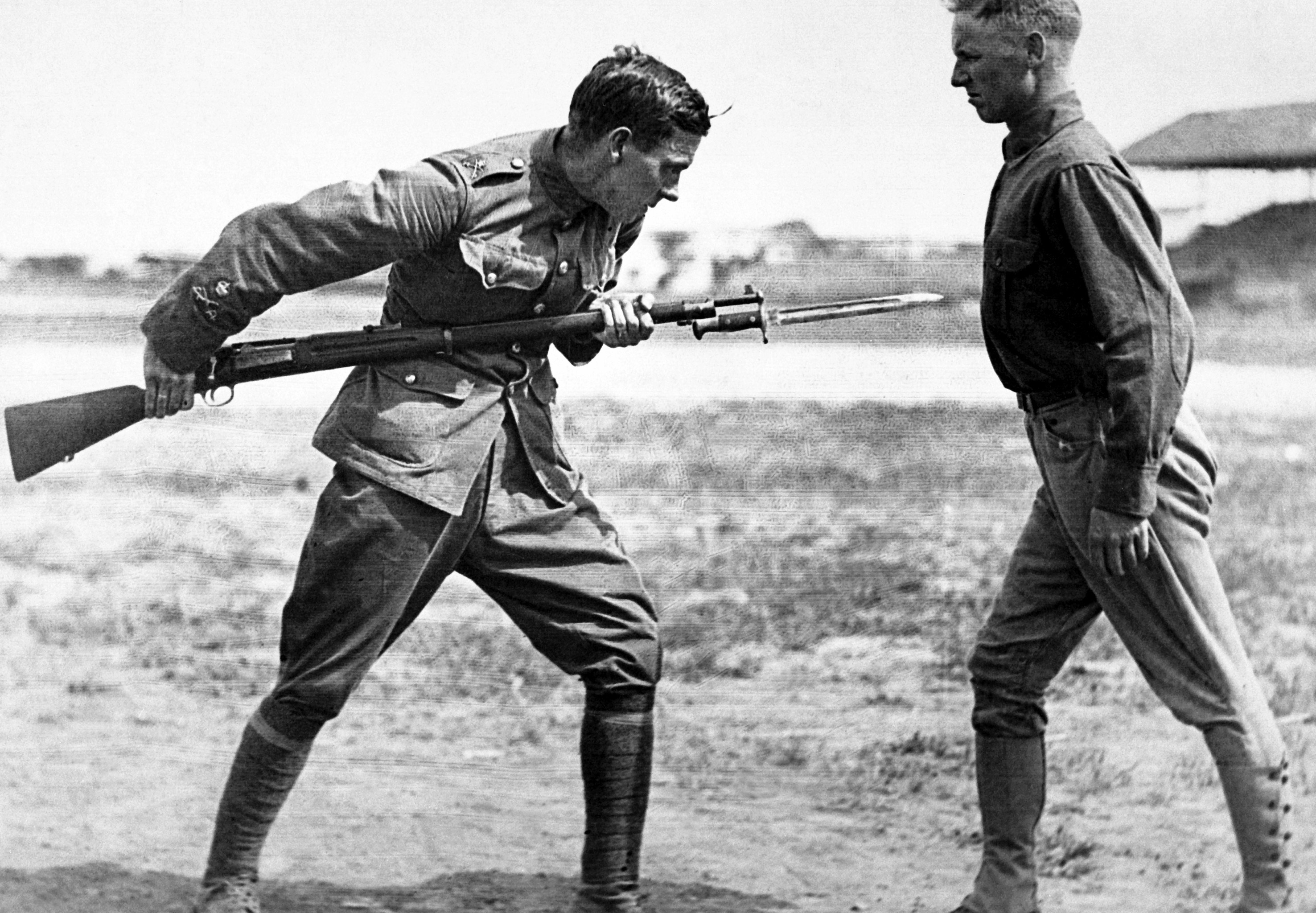
クラッグ小銃を用いて銃剣格闘の訓練を行うアメリカ兵（1917年）

M1892およびM1896の本格的な実戦投入は、1898年に勃発した米西戦争でのことだった。当時の常備軍の規模はおよそ25,000人だったが、義勇軍の招集により総兵力はおよそ125,000人まで増加した。しかし、M1892およびM1896の備蓄は歩兵銃およそ50,000丁と騎兵銃およそ15,000丁のみ、スプリングフィールド造兵廠での生産も1日あたり100丁程度（後に350丁程度まで増加した）で、多くの部隊において旧式のトラップドア・スプリングフィールドが配備されることになった。一方、セオドア・ルーズベルト中佐指揮下の第1合衆国義勇騎兵隊は精鋭部隊と位置づけられていたこともあり、M1896騎兵銃の配備が行われていた。その後の米比戦争を始めとする植民地での治安作戦や義和団の乱における派兵の際にもM1896が使用されている。戦時中に大きな問題にはならなかったものの、米西戦争でスペイン軍が使用したモーゼル M1893（スパニッシュ・モーゼル）と比較した時、M1896にはいくつかの短所が指摘された。例えば、挿弾子を用いるモーゼルはM1896よりも素早く装填が行えたし、堅牢なモーゼル式ボルトアクション機構により、.30-40クラグ弾よりも強力かつ高速な7x57mmモーゼル弾を射撃することができた。こうしたクラッグ小銃特有のいくつかの欠点は、以後も繰り返し指摘され、制式小銃としての寿命を縮めることにつながった。
装填方法を改善するための試みの1つとして、1898年にエドワード・G・パークハースト（Edward G. Parkhurst）が考案したパークハースト挿弾子装填器（Parkhurst Clip Loading Attachment）がある。これはクリップガイドを装填口にリベットで固定し、専用の5連発挿弾子を用いて装填を行えるようにするものである。いくつか提案されていたアイデアの中では最もシンプルなもので、取付が容易かつ安価だった上、テストの結果も極めて良好だった。しかし、サンティアゴ・デ・クーバ包囲戦後の報告によれば、M1896はもっぱらマガジンカットオフを利用してトラップドア・スプリングフィールドと同様の単発銃として用いられ、弾倉は単に「予備」として使われているとされており、こうした指摘を背景に、パークハーストの装置を用いることは「我が軍における運用に適さない」と判断された。元々、マガジンカットオフは小銃を単発/連発両用とするため設けられた機能で、「装填の余裕がある長距離戦闘時には給弾を切って単発銃として用い、速射性が強みとなる中近距離戦闘時には給弾を行い連発銃として用いる」という発想に基づいている。当時、連発式歩兵銃の運用方法を模索している最中だったアメリカ陸軍は、弾倉を常用させると無駄な射撃が増え、兵站上の負担に繋がりうると危惧していた。また、多くの将校は依然として斉射戦術（Volley fire）の有用性を信じていた。プロジェクトが最終的に放棄されたのは1902年8月のことだった。

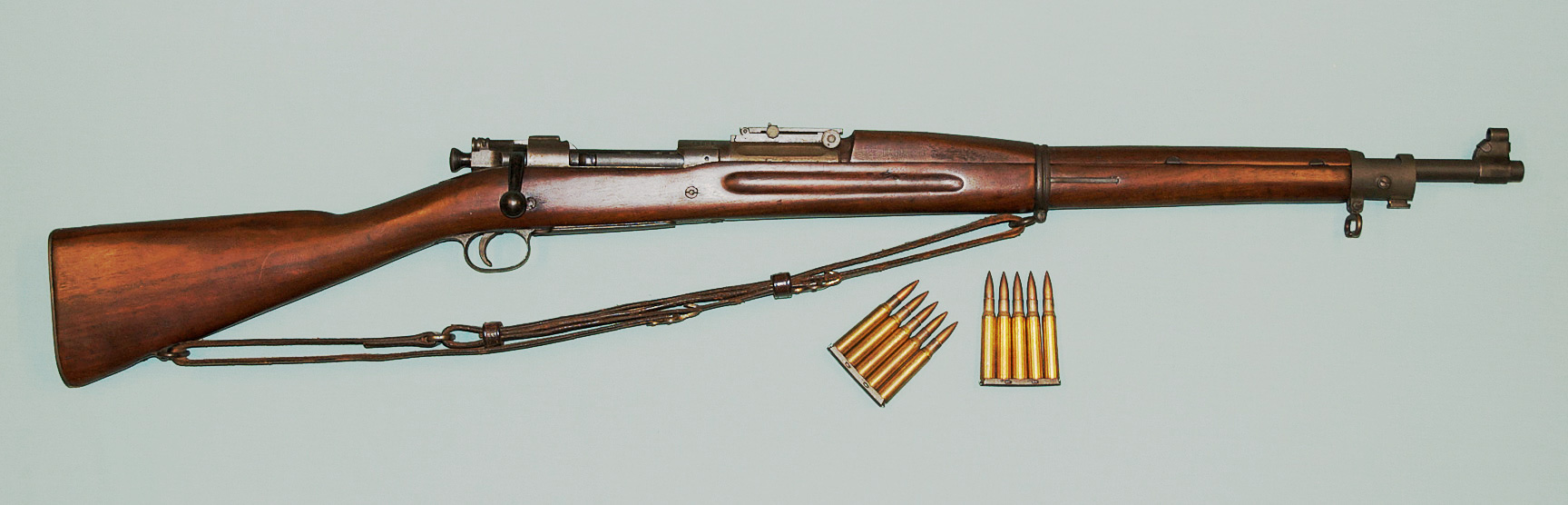
M1903

一方、陸軍武器省では1900年からモーゼル式ボルトアクションと先進的な弾薬を採用した新型小銃の設計に着手していた。1903年、この小銃がスプリングフィールドM1903として採用された後、M1898の製造が終了し、製造設備はM1903用に転換された。1910年までに常備軍の大部分でM1903への更新が完了し、M1898は予備装備として保管されるか、州防衛軍などの民兵組織に払い下げられた。1917年、アメリカが第一次世界大戦に参戦した時点で、およそ160,000丁のスプリングフィールド製クラッグ小銃（大部分がM1898）が予備装備として保管されていた。国内での訓練に用いられたほか、一部の鉄道工兵連隊がフランスへの配備に際し2,000丁のM1898を支給された記録がある。主力戦闘部隊での使用は確認されていない。
M1892の採用後、アメリカ陸軍は初めて制式狙撃銃の採用に向けた検討に着手した。それ以前にも望遠照準器付の狙撃銃は使用されていたものの、いずれも民生品の照準器を取り付けたもので、制式採用はされていなかった。1900年、M1898にCataract Tool & Optical Co.製照準器を取り付けた狙撃銃が3丁試作された。ただし、まもなくしてM1903が採用されたため、M1898を用いた狙撃銃の開発は全て中止され、以後の調達は行われなかった。この時期、アメリカ陸軍では狙撃手を指して「シャープシューター」（sharp shooters）という言葉が使われていた。
第一次世界大戦の終結後、余剰となったM1898は民間に放出され、この際に多くが猟銃やスポーツ銃として改修された。同様に放出された.30-40クラグ弾と共に非常に安価に販売され、世界恐慌の影響下にあった1920年代末から1930年代にかけて、比較的入手しやすいライフルとして普及した。
各モデルあわせたスプリングフィールド製クラッグ小銃の総生産数はおよそ475,000丁だと言われている。